# Autrèche
Autrèche é uma comuna francesa na região administrativa do Centro, no departamento Indre-et-Loire. Estende-se por uma área de 20,5 km². Em 2010 a comuna tinha 436 habitantes (densidade: 21,3 hab./km²).